# Municipio de Settlers
El municipio de Settlers (en inglés: Settlers Township) es un municipio ubicado en el condado de Sioux en el estado estadounidense de Iowa. En el año 2010 tenía una población de 166 habitantes y una densidad poblacional de 3,66 personas por km².

## Geografía
El municipio de Settlers se encuentra ubicado en las coordenadas 43°14′14″N 96°29′0″O / 43.23722, -96.48333. Según la Oficina del Censo de los Estados Unidos, el municipio tiene una superficie total de 45.34 km², de la cual 45,32 km² corresponden a tierra firme y (0,05 %) 0,02 km² es agua.

## Demografía
Según el censo de 2010, había 166 personas residiendo en el municipio de Settlers. La densidad de población era de 3,66 hab./km². De los 166 habitantes, el municipio de Settlers estaba compuesto por el 97,59 % blancos, el 2,41 % eran de otras razas. Del total de la población el 5,42 % eran hispanos o latinos de cualquier raza.